# Gran Premio motociclistico di Jugoslavia 1982
Il Gran Premio motociclistico di Jugoslavia 1982 fu l'ottavo appuntamento del motomondiale 1982.
Si svolse il 18 luglio 1982 sull'automotodrom Grobnik di Fiume e vide la vittoria di Franco Uncini nella classe 500, di Didier de Radiguès nella classe 250 e di Eugenio Lazzarini nelle classi 125 e 50.

## Classe 500

### Arrivati al traguardo
| Pos. | Nº | Pilota              | Squadra                    | Motocicletta | Giri | Tempo     | Griglia | Punti |
| ---- | -- | ------------------- | -------------------------- | ------------ | ---- | --------- | ------- | ----- |
| 1º   | 18 | Franco Uncini       | Gallina Team Suzuki        | Suzuki       | 32   | 50:32.240 | 3       | 15    |
| 2º   | 5  | Graeme Crosby       | Marlboro Team Agostini     | Yamaha       | 32   | +9.770    | 4       | 12    |
| 3º   | 7  | Barry Sheene        | Yamaha Motor Company       | Yamaha       | 32   | +12.900   | 1       | 10    |
| 4º   | 25 | Freddie Spencer     | Honda International Racing | Honda        | 32   | +19.270   | 2       | 8     |
| 5º   | 26 | Takazumi Katayama   | Honda International Racing | Honda        | 32   | +32.680   | 7       | 6     |
| 6º   | 4  | Jack Middelburg     | Ergon Suzuki Racing        | Suzuki       | 32   | +54.410   | 5       | 5     |
| 7º   | 2  | Randy Mamola        | HB Suzuki                  | Suzuki       | 32   | +1:05.760 | 8       | 4     |
| 8º   | 1  | Marco Lucchinelli   | Honda International Racing | Honda        | 32   | +1:12.060 | 9       | 3     |
| 9º   | 28 | Loris Reggiani      | Gallina Team Suzuki        | Suzuki       | 32   | +1:18.880 | 13      | 2     |
| 10º  | 8  | Kork Ballington     | Team Kawasaki              | Kawasaki     | 32   | +1:19.030 | 18      | 1     |
| 11º  | 6  | Boet van Dulmen     |                            | Suzuki       | 32   | +1:20.940 | 15      |       |
| 12º  |    | Hiroyuki Kawasaki   | HB Suzuki                  | Suzuki       | 31   | +1 giro   | 14      |       |
| 13º  | 24 | Reinhold Roth       | Wolfgang Kucera            | Suzuki       | 31   | +1 giro   | 37      |       |
| 14º  | 29 | Philippe Coulon     | Coulon Marlboro Tissot     | Suzuki       | 31   | +1 giro   | 17      |       |
| 15º  | 17 | Seppo Rossi         |                            | Suzuki       | 31   | +1 giro   | 19      |       |
| 16º  | 47 | Virginio Ferrari    | HB Suzuki                  | Suzuki       | 31   | +1 giro   | 28      |       |
| 17º  | 32 | Franck Gross        |                            | Suzuki       | 31   | +1 giro   | 23      |       |
| 18º  | 15 | Guido Paci          | MDS Belgarda               | Yamaha       | 31   | +1 giro   | 34      |       |
| 19º  | 34 | Peter Sjöström      |                            | Suzuki       | 31   | +1 giro   | 31      |       |
| 20º  |    | Fabio Biliotti      |                            | Suzuki       | 31   | +1 giro   | 30      |       |
| 21º  | 20 | Leandro Becheroni   |                            | Suzuki       | 31   | +1 giro   | 27      |       |
| 22º  | 31 | Steve Parrish       | Mitsui Yamaha              | Yamaha       | 31   | +1 giro   | 25      |       |
| 23º  | 30 | Sergio Pellandini   |                            | Suzuki       | 31   | +1 giro   | 12      |       |
| 24º  | 35 | Bengt Slydal        |                            | Suzuki       | 31   | +1 giro   | 33      |       |
| 25º  | 42 | Peter Looijesteijn  | De Egel Banden             | Suzuki       | 30   | +2 giri   | 32      |       |
| 26º  | 46 | Wolfgang von Muralt |                            | Suzuki       | 30   | +2 giri   | 29      |       |
| 27º  | 41 | Alain Röthlisberger |                            | Yamaha       | 30   | +2 giri   | 35      |       |
| 28º  | 16 | Graziano Rossi      | Marlboro Team Agostini     | Yamaha       | 30   | +2 giri   | 21      |       |
| 29º  |    | Raffaele Pasqual    |                            | Yamaha       | 30   | +2 giri   | 24      |       |

### Ritirati
| Nº | Pilota          | Squadra              | Motocicletta | Griglia |
| -- | --------------- | -------------------- | ------------ | ------- |
|    | Chris Guy       | Sid Griffiths Racing | Suzuki       | 16      |
|    | Guy Bertin      | Moto Sanvenero       | Sanvenero    | 20      |
|    | Jon Ekerold     |                      | Cagiva       | 22      |
| 3  | Kenny Roberts   | Yamaha Motor Company | Yamaha       | 6       |
| 9  | Marc Fontan     | Sonauto Gauloises    | Yamaha       | 10      |
| 21 | Michel Frutschi | Moto Sanvenero       | Sanvenero    | 11      |

### Non partiti
| Nº | Pilota        | Squadra                   | Motocicletta | Griglia |
| -- | ------------- | ------------------------- | ------------ | ------- |
| 33 | Víctor Palomo |                           | Suzuki       | 26      |
| 39 | Gustav Reiner | Krauser MDS German Racing | Suzuki       | 36      |
|    | Peter Huber   |                           | Suzuki       | 38      |

## Classe 250
36 piloti alla partenza.

### Arrivati al traguardo
| Pos. | Nº | Pilota                 | Motocicletta      | Tempo     | Griglia | Punti |
| ---- | -- | ---------------------- | ----------------- | --------- | ------- | ----- |
| 1º   | 9  | Didier de Radiguès     | Chevallier-Yamaha | 49:54.850 | 1       | 15    |
| 2º   | 21 | Paolo Ferretti         | MBA               | +0.370    | 9       | 12    |
| 3º   | 7  | Jean-Louis Tournadre   | Yamaha            | +6.000    | 5       | 10    |
| 4º   | 29 | Massimo Matteoni       | Bimota-Yamaha     | +8.880    | 3       | 8     |
| 5º   | 33 | Christian Sarron       | Yamaha            | +11.930   | 7       | 6     |
| 6º   | 18 | Jacques Cornu          | Yamaha            | +20.950   | 12      | 5     |
| 7º   | 26 | Jeffrey Sayle          | Armstrong-Rotax   | +42.950   | 22      | 4     |
| 8º   | 20 | Jacques Bolle          | Yamaha            | +50.990   | 13      | 3     |
| 9º   | 6  | Jean-Louis Guignabodet | Kawasaki          | +59.930   | 19      | 2     |
| 10º  | 11 | Thierry Espié          | Pernod            | +1:05.310 | 14      | 1     |
| 11º  | 2  | Jean-François Baldé    | Kawasaki          | +1:08.800 | 10      |       |
| 12º  | 31 | Marcellino Lucchi      | Yamaha            | +1:19.400 | 23      |       |
| 13º  | 46 | Bruno Lüscher          | Yamaha            | +1:31.190 | 25      |       |
| 14º  | 5  | Patrick Fernandez      | Bimota-Bartol     | +1:36.810 | 20      |       |
| 15º  | 27 | Gabriel Grabia         | Yamaha            | +1 giro   | 31      |       |
| 16º  | 49 | Svend Andersson        | Yamaha            | +1 giro   | 36      |       |
| 17º  |    | Herbert Hauf           | Yamaha            | +1 giro   | 29      |       |

### Ritirati
| Nº | Pilota               | Motocicletta | Griglia |
| -- | -------------------- | ------------ | ------- |
| 4  | Carlos Lavado        | Yamaha       | 4       |
| 1  | Anton Mang           | Kawasaki     | 2       |
|    | Pierluigi Aldrovandi | Yamaha       | 17      |
| 30 | Massimo Broccoli     | Ad Majora    | 16      |
|    | Bengt Elgh           | Yamaha       | 32      |
| 22 | Christian Estrosi    | Pernod       | 15      |
| 3  | Roland Freymond      | MBA          | 11      |
|    | Marcellino Garcia    | Yamaha       | 35      |
| 28 | Tony Head            | Armstrong    | 26      |
| 44 | Siegfried Minich     | Rotax        | 27      |
|    | Marino Neri          | Ad Majora    | 34      |
| 24 | Sito Pons            | Rotax        | 8       |
| 35 | Donnie Robinson      | Yamaha       | 24      |
| 10 | Richard Schlachter   | Yamaha       | 24      |
| 34 | Mar Schouten         | Yamaha       | 30      |
| 45 | Jean-Marc Toffolo    | Rotax        | 18      |
| 15 | Maurizio Vitali      | MBA          | 28      |
| 8  | Martin Wimmer        | Yamaha       | 6       |
|    | Pierre Bolle         | Yamaha       | 33      |

## Classe 125
39 piloti alla partenza.

### Arrivati al traguardo
| Pos. | Nº | Pilota               | Motocicletta | Tempo     | Griglia | Punti |
| ---- | -- | -------------------- | ------------ | --------- | ------- | ----- |
| 1º   | 33 | Eugenio Lazzarini    | Garelli      | 42:28.960 | 1       | 15    |
| 2º   | 3  | Pier Paolo Bianchi   | Sanvenero    | +13.600   | 6       | 12    |
| 3º   | 1  | Ángel Nieto          | Garelli      | +28.200   | 4       | 10    |
| 4º   | 9  | Maurizio Vitali      | MBA          | +43.890   | 5       | 8     |
| 5º   | 7  | Ivan Palazzese       | MBA          | +1:31.010 | 8       | 6     |
| 6º   | 23 | Pierluigi Aldrovandi | MBA          | +1:31.810 | 10      | 5     |
| 7º   | 47 | Roberto Ruosi        | MBA          | +1:36.290 | 15      | 4     |
| 8º   | 11 | Stefan Dörflinger    | Krauser-MBA  | +1:44.610 | 14      | 3     |
| 9º   | 22 | Gerhard Waibel       | Seel-MBA     | +1 giro   | 12      | 2     |
| 10º  | 34 | Domenico Brigaglia   | MBA          |           | 13      | 1     |
| 11º  | 32 | Matti Kinnunen       | MBA          |           | 19      |       |
| 12º  | 36 | Alfred Waibel        | MBA          |           | 17      |       |
| 13º  | 20 | Willy Pérez          | MBA          |           | 20      |       |
| 14º  | 37 | Zdravko Ljeljak      | MBA          |           | 21      |       |
| 15º  | 29 | Helmut Lichtenberg   | MBA          |           | 32      |       |
| 16º  |    | Jan Bäckström        | MBA          |           | 28      |       |
| 17º  | 39 | Janez Pintar         | MBA          | +2 giri   | 31      |       |
| 18º  | 44 | Per Larsen           | MBA          |           | 34      |       |
| 19º  | 45 | Peter Sommer         | MBA          |           | 36      |       |
| 20º  | 48 | Werner Schmied       | MBA          |           | 35      |       |
| 21º  | 40 | Marijan Kosić        | MBA          |           |         |       |
| 22º  |    | Drago Josipović      | MBA          | +3 giri   | 33      |       |
| 23º  |    | Olivier Liégeois     | Sanvenero    |           | 25      |       |
| 24º  |    | Reiner Koster        | MBA          |           | 38      |       |

### Ritirati
| Nº | Pilota              | Motocicletta | Griglia |
| -- | ------------------- | ------------ | ------- |
| 16 | Giuseppe Ascareggi  | MBA          | 26      |
| 18 | August Auinger      | MBA          | 9       |
| 30 | Per-Edvard Carlsson | MBA          | 27      |
| 50 | Jacky Hutteau       | MBA          | 29      |
| 31 | Erich Klein         | MBA          | 24      |
| 15 | Hagen Klein         | Sanvenero    | 37      |
| 4  | Hans Müller         | MBA          | 3       |
|    | Andrés Sánchez      | MBA          | 23      |
| 21 | Jean-Claude Selini  | MBA          | 16      |
|    | Anton Straver       | MBA          | 22      |
| 12 | Theo Timmer         | MBA          | 30      |
| 8  | Ricardo Tormo       | Sanvenero    | 2       |
| 10 | Hugo Vignetti       | Sanvenero    | 7       |
| 27 | Johnny Wickström    | MBA          | 11      |
|    | Rino Zuliani        | MBA          | 18      |

## Classe 50
36 piloti alla partenza.

### Arrivati al traguardo
| Pos. | Nº | Pilota              | Motocicletta | Tempo     | Griglia | Punti |
| ---- | -- | ------------------- | ------------ | --------- | ------- | ----- |
| 1º   | 17 | Eugenio Lazzarini   | Garelli      | 33:27.290 | 3       | 15    |
| 2º   | 3  | Stefan Dörflinger   | Kreidler     | +13.940   | 1       | 12    |
| 3º   | 1  | Ricardo Tormo       | Bultaco      | +14.090   | 2       | 10    |
| 4º   | 9  | Claudio Lusuardi    | Moto Villa   | +41.670   | 6       | 8     |
| 5º   | 8  | Giuseppe Ascareggi  | Minarelli    | +53.690   | 5       | 6     |
| 6º   | 25 | Jorge Martínez      | Bultaco      | +1:10.560 | 4       | 5     |
| 7º   | 26 | Hans Spaan          | Kreidler     | +1:35.650 | 10      | 4     |
| 8º   | 2  | Theo Timmer         | Bultaco      | +1:37.370 | 17      | 3     |
| 9º   | 4  | Hans-Jürgen Hummel  | Sachs        | +1:40.920 | 8       | 2     |
| 10º  | 10 | George Looijesteijn | Kreidler     | +1:43.200 | 11      | 1     |
| 11º  | 22 | Reiner Scheidhauer  | Kreidler     | +1:48.930 | 7       |       |
| 12º  | 15 | Otto Machinek       | Kreidler     | +1 giro   | 16      |       |
| 13º  | 24 | Peter Verbič        | Kreidler     |           | 18      |       |
| 14º  | 36 | Ramon Gali          | Bultaco      |           | 22      |       |
| 15º  | 27 | Massimo de Lorenzi  | Minarelli    |           | 20      |       |
| 16º  | 20 | Uli Merz            | Kreidler     |           | 12      |       |
| 17º  | 16 | Rainer Kunz         | FKN          |           | 13      |       |
| 18º  |    | Giuliano Tabanelli  | Ringhini     |           | 31      |       |
| 19º  | 14 | Joaquin Gali        | Bultaco      |           | 26      |       |
| 20º  | 23 | Jos van Dongen      | Bultaco      |           | 27      |       |
| 21º  |    | Claudio Granata     | Kreidler     |           | 15      |       |
| 22º  | 39 | Günter Schirnhofer  | Kreidler     | +2 giri   | 32      |       |
| 23º  | 33 | Joe Genoud          | Kreidler     |           | 36      |       |
| 24º  | 34 | Reiner Koster       | Malanca      |           | 35      |       |

### Ritirati
| Nº | Pilota             | Motocicletta | Griglia |
| -- | ------------------ | ------------ | ------- |
| 40 | Thomas Engl        | Engl         | 19      |
| 42 | Giuliano Gerani    | BBFT         | 29      |
| 5  | Hagen Klein        | Massa Real   | 9       |
| 46 | Zdravko Matulja    | Tomos        | 23      |
| 28 | Mikloš Bojan       | Kreidler     | 30      |
|    | T. Peršić          | Sever        | 34      |
| 38 | Kasimir Rapczynski | Kreidler     | 24      |
| 32 | Paul Rimmelzwaan   | Roton        | 14      |
|    | Gerhard Singer     | Hess         | 21      |
|    | Mario Stocco       | Kreidler     | 25      |
| 30 | Vuk Tomanović      | Kreidler     | 33      |
|    | Gerhard Waibel     | Kreidler     | 28      |